# Elvis Costello
 (octobre 2009).
Si vous disposez d'ouvrages ou d'articles de référence ou si vous connaissez des sites web de qualité traitant du thème abordé ici, merci de compléter l'article en donnant les références utiles à sa vérifiabilité et en les liant à la section « Notes et références ».
Pour les articles homonymes, voir Costello.
Declan Patrick MacManus, dit Elvis Costello, est un auteur-compositeur-interprète anglais d'origine irlandaise, né le 25 août 1954 à Londres.
Elvis Costello est l'un des premiers membres de la scène pub rock — apparue au milieu des années 1970 — et a été plus tardivement associé aux mouvements punk rock et new wave, avant de s'affirmer comme artiste véritablement original à partir des années 1980. Artiste éclectique, un critique a écrit à son sujet : « Costello, encyclopédie vivante de la pop, peut réinventer le passé à sa propre image » .
Costello a remporté de nombreuses récompenses au cours de sa carrière, notamment un Grammy Award, et a été nommé deux fois aux Brit Awards dans la catégorie du meilleur chanteur. En 2003, Elvis Costello and the Attractions ont été acceptés dans le Rock and Roll Hall of Fame. En 2004, Rolling Stone a classé Costello à la 80e place de sa liste des 100 plus grands artistes de tous les temps.
Elvis Costello est un artiste prolifique qui a enregistré 32 albums studio entre 1977 et 2022 . Il a co-composé des chansons pour l'album Flowers In The Dirt de Paul McCartney . Plusieurs de ses chansons ont été chantées par des artistes prestigieux : Chet Baker pour Almost Blue, Roy Orbison pour The Comedians, Robert Wyatt pour Shipbuilding.

## Jeunesse
Costello est né au St Mary's Hospital de Londres. Ses parents sont Lilian Alda (née Ablett en 1927 à Liverpool) et Ross McManus (en) (1927-2011), musicien et leader d'un groupe.
Son nom complet est souvent écrit Declan Patrick Aloysius MacManus. Pourtant, Aloysius n'est pas un de ses prénoms de naissance, Elvis Costello l'ayant ajouté au moment de la sortie de son album King of America (Aloysius est l'un des noms du personnage joué dans les années 1950 par le comique Tony Hancock dans son émission Hancock's Half Hour (en)). À cette époque, Elvis Costello se demandait en effet s'il n'allait pas abandonner son nom de scène au profit de son vrai nom.
Il vit à Twickenham, étudiant à l'équivalent de l'époque de la St Mark's Catholic Secondary School aux alentours de Hounslow. MacManus apparait aux côtés de son père — amateur de musique, Ross MacManus a chanté avec le Joe Loss Orchestra — pour la première fois à la télévision dans une publicité pour R. White's Lemonade.
MacManus déménage avec sa mère à Birkenhead en 1971. C'est là qu'il forme son premier groupe, un duo folk nommé Rusty. Après avoir terminé son enseignement secondaire à l'école Saint Francis Xavier de Liverpool, il revient à Londres où il forme un nouveau groupe appelé Flip City qui sera actif de 1974 à début 1976, dans un style cette fois beaucoup plus proche du mouvement Pub Rock. À cette époque, MacManus commence à se produire sous le nom de scène D.P. Costello.
Pour se financer, il exerce plusieurs emplois de bureau, le plus connu étant celui de l'entreprise de cosmétique Elizabeth Arden (qu'il immortalisera dans les paroles de la chanson I'm Not Angry : Je ne suis pas fâché à « l'usine de la vanité »). Il travaille pour une courte période au centre informatique de la Midland Bank à Bootle Merseyside. Il continue pendant ce temps à écrire des chansons, et commence à chercher activement un contrat d'enregistrement solo. Grâce à une démo, il est recruté par le label indépendant Stiff Records. Son manager, Jake Riviera, lui suggère de prendre un autre nom de scène, formé du prénom d'Elvis Presley et du nom de sa grand-mère : Elvis Costello.

## Sa carrière

### Années 1970

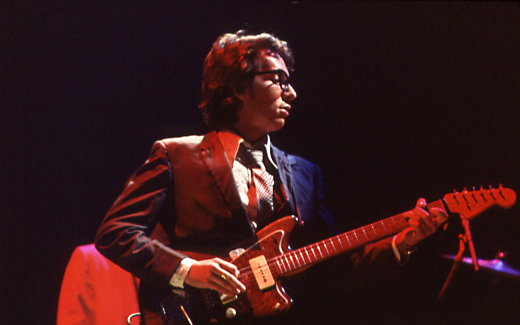
Elvis Costello à Massey Hall, Toronto, avril 1979

Le premier single qu'il sort chez Stiff Records est Less Than Zero / Radio Sweetheart (Radio mix), le 25 mars 1977. Deux mois plus tard, son premier album, My Aim Is True (1977) rencontre un succès commercial modéré (14e place des charts au Royaume-Uni et dans le top 40 aux États-Unis), où Costello apparait sur la couverture avec des lunettes énormes (qui deviendront sa marque de fabrique), ressemblant alors beaucoup à Buddy Holly. Sur cet album, Costello est accompagné par le groupe américain Clover, aux influences country et « roots rock », résidant alors en Angleterre. Costello est alors considéré comme un chanteur de punk. Un peu plus tard, les premiers groupes de Post-punk étant classés sous le terme new wave, il est également qualifié d'artiste new wave pendant quelque temps.
La même année, Costello recrute par des auditions un groupe permanent, The Attractions, constitué de Steve Nieve (né Steve Nason, pianiste), Bruce Thomas (en) (bassiste), et Pete Thomas (batteur). Il sort également son premier titre important, Watching the Detectives, enregistré avec Nieve, Steve Goulding (batteur) et Andrew Bodnar (bassiste), ces deux derniers alors membres de Graham Parker and The Rumour (qu'il avait auditionné pour The Attractions).

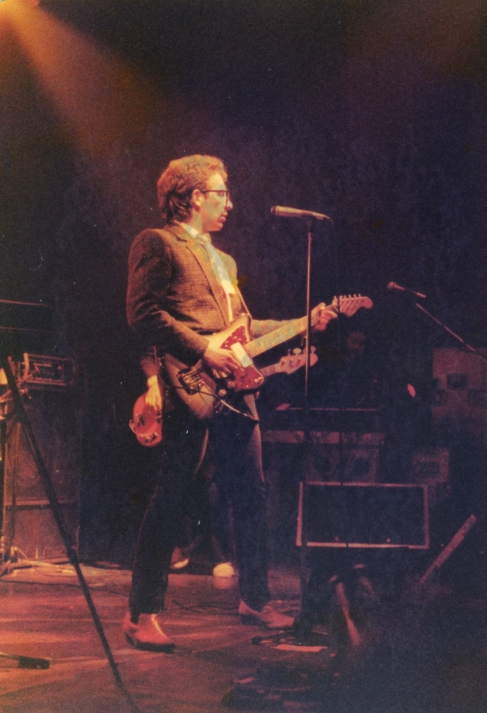
Costello à Cardiff en 1979.

Les enregistrements de Stiff Records n'étant disponibles qu'au Royaume-Uni, Costello n'est à l'origine pas distribué aux États-Unis. Il se fait alors arrêter en train de jouer devant un bâtiment où se tient une réunion de cadres de Columbia Records (CBS), « protestant » contre le fait qu'aucune compagnie de disques n'ait trouvé intéressant de distribuer ses enregistrements aux États-Unis. Costello signe à CBS aux États-Unis quelques mois plus tard.
En décembre 1977, Costello and the Attractions apparaissent dans l'émission Saturday Night Live en remplacement de dernière minute des Sex Pistols. Elvis Costello et les Attractions étaient censés jouer «Less Than Zero» mais après seulement quelques mesures, Costello y mit un terme. "Je suis désolé, mesdames et messieurs," dit-il, "mais il n'y a aucune raison de faire cette chanson ici." À ce moment-là, lui et le groupe se lancèrent dans «Radio Radio», qui attaque le comportement des radios en matière de diffusion de musique. Le producteur de Saturday Night Live Lorne Michaels était furieux. Il leva son majeur vers Costello et le maintint jusqu'à la fin de la chanson. Costello fut banni de l'émission pendant près de 12 ans. Après une tournée aux côtés d'autres artistes de Stiff Records (enregistré sur l'album Live Stiffs, avec la reprise par Costello du standard de Burt Bacharach et Hal David I Just Don't Know What To Do With Myself), le groupe enregistre This Year's Model en 1978, souvent considéré comme un des chefs-d'œuvre de Costello[réf. nécessaire]. Parmi les chansons les plus populaires, on retiendra le hit britannique (I Don't Want To Go To) Chelsea et Pump It Up. Sa compagnie d'enregistrement américaine voit alors Costello comme un artiste si important que son nom remplaça le terme Columbia sur les premiers spécimens de l'album[réf. nécessaire]. La première tournée australienne de The Attractions en décembre 1978 est notamment connue pour un concert controversé au Regent Theatre de Sydney, le groupe n'ayant pas accepté de faire de rappel après un court concert de 35 minutes, et le public ayant détruit une partie des sièges.
Une tournée aux États-Unis et au Canada entraîne également la sortie du Live at the El Mocambo, en édition limitée au Canada, puis sous forme de bootleg durant des années avant d'être officiellement publié dans le coffret 2½ Years en 1993. C'est au cours de cette tournée que Costello rencontre l'ancien modèle de Playboy Bebe Buell (la mère de Liv Tyler) avec qui il aura une relation instable jusqu'en 1984, qui est considérée comme une des sources d'inspiration pour la majorité de ses chansons romantiques[réf. nécessaire].
L'année 1979 voit Costello atteindre le sommet de son succès commercial avec la sortie de Armed Forces (qui devait s'appeler à l'origine Emotional Fascism, une phrase qui apparaît à l'intérieur de la pochette du disque). L'édition française de l'album contient un 45 tours live comportant 3 titres : Watching the Detectives, Alison et Accidents Will Happen (orthographié sur la pochette Adcicents Will Happen). L'album et le single Oliver's Army atteignent la deuxième place des charts britanniques. Costello trouve également le temps en 1979 de produire le premier album du groupe de 2 tone ska revival, The Specials avec lequel Elvis Costello and The Attractions partageront la scène au Concerts for the People of Kampuchea en décembre. On peut entendre la chanson The Imposter sur l'album live publié le 30 mars 1981.

### Années 1980
L'album Get Happy!!, aux influences soul, est le premier et, avec King of America, peut-être son plus grand succès dans ses expériences avec des genres auxquels il n'est pas habituellement associé. Le single I Can't Stand Up For Falling Down est une ancienne chanson de Sam & Dave (Costello en a cependant accéléré le tempo). La brièveté des chansons (20 morceaux en moins de 50 minutes) reflète le nouveau style du groupe (le rythme mélodique de Thomas et le style de Nieve qui imite en grande partie Booker T. Jones) et les conditions frénétiques et stressantes dans lesquelles l'album a été enregistré, au cours de séances coincées entre d'incessantes tournées et sous l'influence de l'alcool[réf. nécessaire]. Au niveau des paroles, les chansons sont remplies des jeux de mots qui sont la signature de Costello, au point qu'il avait lui-même l'impression de tomber dans l'auto-parodie, ce qui fait qu'il diminuera cet aspect sur les albums suivants. Il se décrira lui-même comme le « champion de scrabble du rock »[réf. nécessaire]. Leur seule apparition en concert aux États-Unis au cours de l'année 1980 est au festival Heatwave en août près de Toronto.
L'album Trust (1981) a un son plus pop, mais le résultat final a clairement été affecté par les tensions alors grandissantes entre les membres du groupe, particulièrement entre Bruce et Pete Thomas[réf. nécessaire]. Malgré son éclectisme (Different Finger est influencée par la musique country) et son côté pop, Trust n'est pas un succès commercial ; aucun single ne sera un hit. Après la déception de Trust, Costello fait une pause dans l'écriture et le groupe se retranche à Nashville pour enregistrer Almost Blue, un album de reprises de chansons country écrites par des artistes tels que Hank Williams (Why Don't You Love Me (Like You Used To Do?)), Merle Haggard (Tonight The Bottle Let Me Down) ou Gram Parsons (How Much I Lied). Ce n'est pas un album de country-rock (comme les Byrds ou Eagles), mais un album de country. Il reçoit un accueil mitigé des critiques, certains d'entre eux l'accusant de trop s'adoucir[réf. nécessaire]. Anticipant sans doute cet accueil, les premiers albums sortis portaient un sticker avec le message « Warning: This album contains country and western music and may cause offence to narrow minded listeners » (ce qui signifie à peu près « Attention : cet album contient de la musique country et western qui risque d'offenser les étroits d'esprit »). L'album produira un hit surprise au Royaume-Uni avec la reprise de George Jones Good Year For The Roses (chanson écrite par Jerry Chesnut).
Imperial Bedroom se caractérise par un son plus baroque et sombre, dû en partie à la production de Geoff Emerick, connu pour avoir été ingénieur du son sur plusieurs enregistrements des Beatles. Il reste un des albums les mieux reçus par la critique mais échoue encore à produire des hits. Costello déclarera qu'il n'aimait pas la campagne publicitaire faite pour l'album, de mauvaises publicités tournant autour de la phrase « Masterpiece? ». Imperial Bedroom comprend notamment la chanson Almost Blue, le chanteur et trompettiste de jazz Chet Baker en fera plus tard une reprise.
L'année 1983 témoigne à nouveau « d'un flirt » avec la musique pop-soul sur l'album Punch the Clock avec un chœur de femmes (Afrodiziak) et une section de cuivres (The TKO Horns) aux côtés de The Attractions. Clive Langer (qui coproduisait avec Alan Winstanley) offre à Costello une mélodie qui devient la chanson Shipbuilding, une vue sur les contradictions de la Guerre des Malouines : l'opération militaire controversée offrait cependant de l'emploi aux chantiers navals impliqués. La chanson inclut un solo de Chet Baker, et avant la sortie de la version de Costello, une version plus sensible fut un tube mineur pour l'ancien batteur de Soft Machine, Robert Wyatt. La chanson Pills And Soaps est également politique, un tube au Royaume-Uni pour Costello sous le pseudonyme de The Imposter, une attaque contre les changements dans la société britannique apportés par le Thatcherisme, chanson sortie à une date coïncidant à la campagne pour les élections générales britanniques de 1983 (l'électorat ne semblant pas en avoir été affecté). Punch the Clock générera un tube international avec le single Everyday I Write the Book, accompagné d'un clip prophétique montrant des personnages ressemblant au Prince et à la Princesse de Galles en train de vivre leurs querelles quotidiennes dans une maison de banlieue. La chanson devient le premier hit à entrer dans le top 40 aux États-Unis. La même année, Costello chante sur Tomorrow's Just Another Day du groupe Madness, une version parue en face B du single du même nom qui est depuis très recherchée.
Les tensions entre les membres du groupe commençant à devenir ingérables[réf. nécessaire], Costello annonce le démantèlement du groupe et sa retraite de la musique peu de temps avant l'enregistrement de Goodbye Cruel World (1984). Il déclarera plus tard à son sujet que l'enregistrement s'était déroulé de la pire façon imaginable[réf. nécessaire]. L'album est mal reçu à sa sortie et même les plus fervents admirateurs de Costello le voient souvent comme son album le plus faible (dans le livret de la réédition de 1995 par Rykodisc, Costello écrit lui-même : « Félicitations ! Vous venez juste d'acheter notre pire album. »). Malgré la mauvaise réputation de l'album, quelques chansons furent bien reçues, par exemple The Comedian (Roy Orbison l'enregistrera plus tard avec des paroles différentes). Sur le second single de l'album, The Only Flame in Town, Daryl Hall de Hall & Oates chante une partie des paroles. La retraite de Costello, quoique courte, s'accompagne de la sortie de deux compilations : Elvis Costello: The Man en Europe et en Australie, et The Very Best Of Elvis Costello and the Attractions aux États-Unis.
En 1985, il monte sur scène pour chanter la chanson All You Need Is Love des Beatles. De manière inévitable, l'évènement fait beaucoup de bruit et on demande à Costello de laisser tomber le groupe, un évènement plutôt défavorable envers The Attractions. Des photographes montrant plus tard qu'il avait griffoné les paroles de la chanson au dos de sa main, on n'en reparla pas beaucoup.
La même année Costello s'associe avec son ami T-Bone Burnett pour un single appelé The People's Limousine sous le nom de The Coward Brothers. Costello produit également l'album Rum, Sodomy and the Lash du groupe de punk-folk The Pogues. Il rencontre alors sa deuxième femme Cait O'Riordan, la bassiste des Pogues.
En 1986, Costello se prépare à faire un comeback. Travaillant aux États-Unis avec Burnett, un groupe comprenant d'anciens musiciens d'Elvis Presley (notamment James Burton et Jerry Scheff), et quelques-uns de The Attractions, il produit King of America, un album acoustique et country. C'est à ce moment qu'il reprend son nom de Declan MacManus, en y ajoutant Aloysius. The Attractions commencent à se sentir mal à l'aise en voyant que leur leader avait fait un album sans eux, et qu'il se préparait à lancer une grande tournée pour promouvoir l'album avec ses nouveaux partenaires. Pour les rassurer, Costello aménage les dates afin de passer plusieurs nuits dans chaque ville, jouant un soir avec The Confederates (James Burton et les autres musiciens), un soir avec The Attractions, et un soir en solo et en acoustique.
Plus tard dans l'année, il retourne en studio pour enregistrer Blood and Chocolate avec The Attractions, qui sera remarqué pour sa ferveur post-punk, que l'on n'avait plus entendu depuis This Year's Model[réf. nécessaire]. Cet album marque également le retour de Nick Lowe au poste de producteur (il avait produit les cinq premiers albums). Bien que Blood and Chocolate, ne produit aucun hit dans les charts, il comprend une chanson qui deviendra bientôt le titre phare de Costello, I Want You. C'est sur cet album que Costello adopte le surnom de « Napoleon Dynamite », un nom qu'il attribuera plus tard au personnage du Maître de cérémonie qu'il incarnait durant la très vaudevillesque tournée de promotion de l'album (le pseudonyme avait déjà été utilisé en 1982, quand la face B du single Imperial Bedromm avait été attribué à Napoleon Dynamite and The Royal Guard).
En 1989, signant à Warner Bros., Costello publie l'album Spike. L'album produit son plus gros tube américain, Veronica qui entre dans le top 12, l'une des chansons qu'il a écrite avec Paul McCartney.

### Années 1990
En 1991 (à cette époque il porte sa célèbre longue barbe), Costello publie Mighty Like a Rose, album comprenant le single The Other Side of Summer. Il trouve également le temps de recomposer et de reproduire, avec Richard Harvey, la chanson-titre de la célèbre mini-série G.B.H. d'Alan Bleasdale. Cette composition entièrement instrumentale et très orchestrée remportera un BAFTA de la « meilleure musique pour une série télévisée ».
En 1993, Costello « s'aventure » dans la musique classique avec l'album The Juliet Letters, où il entreprend une collaboration acclamée par la critique avec le Brodsky Quartet. L'année suivante, il revient au rock avec un projet qui le réunit avec The Attractions, Brutal Youth.
En 1995, Costello publie Kojak Variety, un album de reprises enregistrées 5 ans auparavant, puis en 1996 il sort un album constitué de chansons écrites pour d'autres artistes, All This Useless Beauty. Ce sera le dernier album de compositions originales qu'il publiera sous son contrat avec la Warner. Au printemps 1996, pour la promotion cet album, Costello se lance dans une tournée de soirées intimes dans les clubs, accompagné simplement de Nieve au piano. L'été et la tournée qui s'ensuivront apporteront le coup de grâce au groupe. Les tensions entre Elvis et le bassiste Bruce Thomas atteignant leur paroxysme, Costello annonce que cette tournée avec The Attractions sera la dernière. Le quartet jouera son dernier concert à Seattle le 1er septembre 1996 avant d'annuler sa tournée au Japon.
Afin de remplir son contrat avec la Warner, Costello sort une compilation, Extreme Honey, en 1997. Il comprend une chanson originale intitulée The Bridge I Burned, sur laquelle le fils d'Elvis, Matt, joue en tant que bassiste.
La même année, il collabore également avec Kevin Nelson pour un téléfilm. Bien que la célèbre actrice de soap-opera, Michelle van Aalst, joue dans le film, celui-ci ne fut jamais diffusé[réf. nécessaire].
Durant cette période, Costello joue également au festival Meltdown en 1995, ce qui lui donne l'occasion de mettre en pratique son intérêt pour des genres musicaux de plus en plus divers. Sa présence au festival donna lieu à un EP public avec le guitariste de jazz Bill Frisell, qui comprend aussi bien des reprises que ses propres chansons.
En 1998, Costello signe un contrat multi-label unique avec Polygram Music, vendu à Universal Music Group. Sa première publication sous ce nouveau label donne l'occasion à Costello de collaborer avec le célèbre auteur-compositeur pop des années 1960 Burt Bacharach. Leur collaboration a commencé quelques années plus tôt, en 1996, sur une chanson appelée God Give Me Strength pour le film Grace of My Heart. Cela conduit le duo à écrire et enregistrer Painted from Memory, publié sous son nouveau contrat en 1998, pour Mercury Records. Ils enregistrèrent également une nouvelle version de I'll Never Fall in Love Again, par Bacharach, pour le film Austin Powers 2 : L'Espion qui m'a tirée, apparaissant tous deux dans le film pour la jouer. Il écrit également I Throw My Toys Around pour Les Razmoket, le film, l'interprétant avec No Doubt.
En 1999, Costello chanta une reprise de la chanson de 1974 She, écrite à l'origine par Charles Aznavour et Herbert Kretzmer, pour la bande originale du film Coup de foudre à Notting Hill, produite par Trevor Jones. Pour le 25e anniversaire de Saturday Night Live, Costello est réinvité, et il réitéra son brutal changement de chanson. Cette fois-ci, il interrompt la chanson Sabotage des Beastie Boys, qui jouent avec lui sur Radio Radio.

### Années 2000
En 2001, l'UCLA annonce que Costello est l'« artiste résident » actuel de l'école (cependant il vient moins souvent que prévu) ; dans le même temps, Costello écrit la musique d'un nouveau ballet. Il produit et participe à un album de la chanteuse d'opéra Anne Sofie von Otter, For the Stars. L'album sort sous le label Deutsche Grammophon.
En 2002, il sort un nouvel album, When I Was Cruel, pour Island Records, et part en tournée avec un nouveau groupe, The Imposters (à savoir The Attractions, mais avec un nouveau bassiste, Davey Faragher, ancien membre de Cracker). Il apparait dans son propre rôle dans l'épisode Homer Like a Rolling Stone des Simpson. Le 23 février 2003, Costello chante une version de London Calling, de The Clash, aux côtés de Bruce Springsteen, Steven Van Zandt et Dave Grohl à la 45e cérémonie des Grammy Awards, en hommage à l'ancien leader légendaire de The Clash Joe Strummer, mort en décembre de l'année précédente. En mars 2003, Elvis Costello and The Attractions sont intégrés au Rock and Roll Hall of Fame. En mai, il annonce travailler avec la chanteuse et pianiste de Jazz canadienne Diana Krall. En septembre sort North, un album de ballades au piano à propos de la fin de son mariage précédent. Il tombe le même mois amoureux de Diana Krall. La même année, Costello apparait dans la série télévisée Frasier,.
En 2004, la chanson Scarlet Tide (coécrite par Costello et T-Bone Burnett et utilisé dans le film Retour à Cold Mountain) est sélectionnée pour un Oscar du cinéma; il la joue à la cérémonie aux côtés d'Alison Krauss, qui chante également la chanson sur la bande originale. Costello coécrit de nombreuses chansons pour sa femme Diana Krall pour son album de 2004, The Girl in the Other Room, premier album de Krall à inclure plusieurs compositions originales. En juillet 2004, le premier travail entièrement orchestré de Costello, Il Sogno, est joué à New York. Ce travail, un ballet écrit sur le modèle du Songe d'une nuit d'été de Shakespeare, fut commandé par la troupe de danse italienne Aterballeto, et sera acclamé par la critique de musique classique, tout en étant méprisé par la critique de musique populaire.

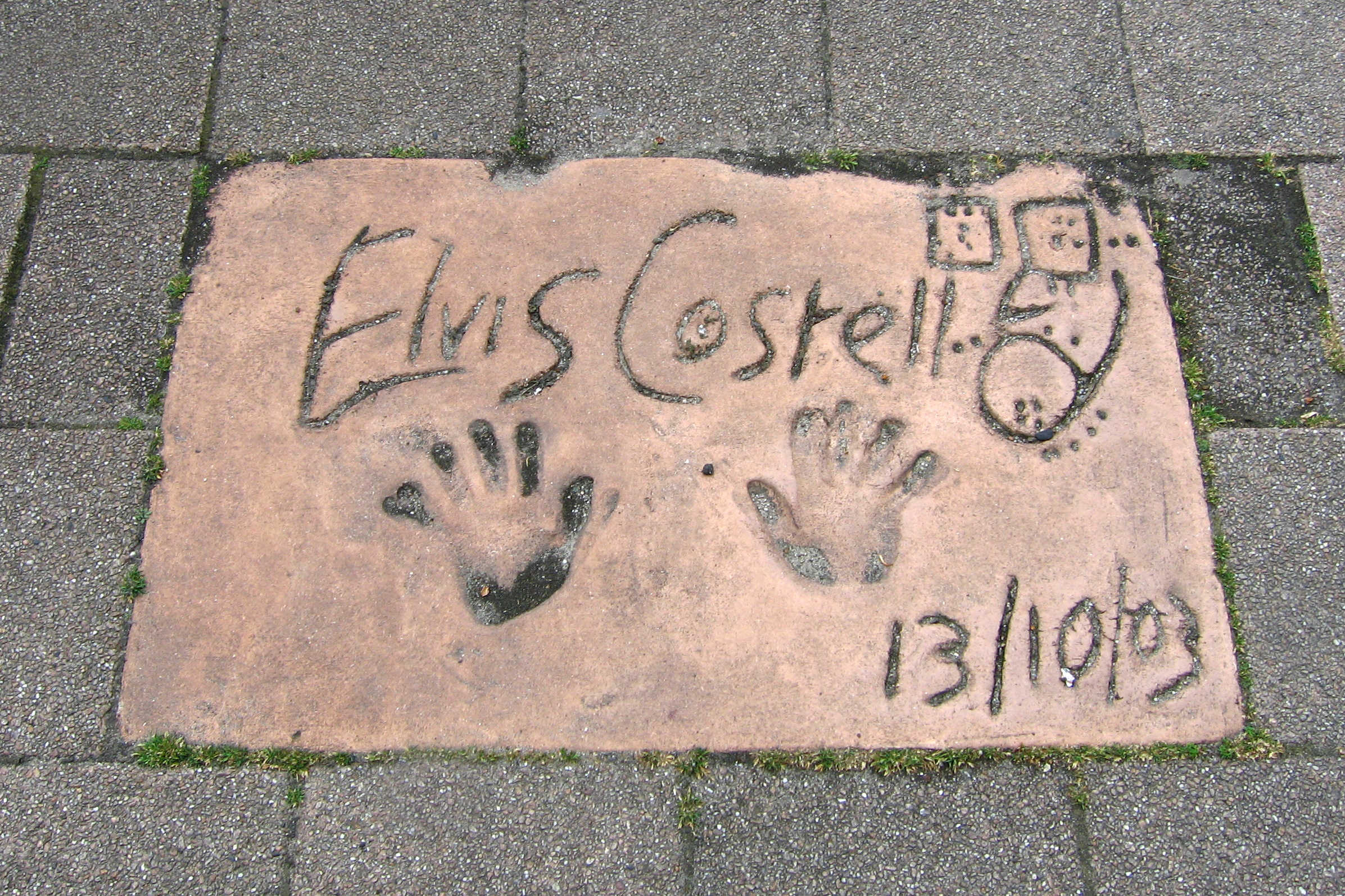
Les empreintes de Costello sur le European Walk of Fame, Rotterdam.

En le composant, Costello s'arrange délibérément pour ne pas écouter les précédentes interprétations de Mendelssohn et de Britten afin de s'assurer d'une certaine originalité. Un panel d'émotions musicales est utilisé pour représenter les différents personnages : un style pompeux et satirique pour les dames de cour, du jazz pour les fées, et un groupe de cuivres volontairement provocateur pour Nick Bottom. La musique est jouée par l'Orchestre symphonique de Londres conduit par Michael Tilson Thomas, et l'enregistrement sort sous le label Deutsche Grammophon en septembre.
Le même mois, Costello sort un nouvel album: The Delivery Man, enregistré à Oxford, Mississippi, et publié sur le label Lost Highway Records. Majoritairement influencé par le blues, la country et la folk, The Delivery Man est loué par la critique, considéré comme l'un des meilleurs albums de Costello, et continue la singulière quête de Costello pour publier un album pour chacun des labels d'Universal.
En juillet 2005, un enregistrement de sa collaboration avec Marian McPartland pour son show hebdomadaire Piano Jazz est publié. Costello y chante six standards du jazz et deux de ses propres chansons, accompagné par Marian McPartland au piano. En novembre 2005, Costello commence à enregistrer un nouvel album avec Allen Toussaint et le producteur Joe Henry. The River in Reverse est publié au Royaume-uni sous le label Verve Records le 29 mai 2006. Il publie également un enregistrement public avec le Metropole Orkest au North Sea Jazz Festival, My Flame Burns Blue.
L'Opéra royal danois de Copenhague commande un opéra à Costello sur le sujet de l'amour compulsif de Hans Christian Andersen pour la soprano suédoise Jenny Lind, intitulé The Secret Songs. L'opéra n'a jamais été terminé. Cependant, Costello n'ayant pas respecté ses délais, les plans furent changés : des extraits de l'opéra prévu furent joués en même temps que des chansons provenant de The Juliet Letters au théâtre de l'Opéra de Takelloftet en mars 2007. Le travail fut conduit par Kasper Bech Holten et le rôle de Lind tenu par la soprano danoise Sine Bundgaard. L'album de 2009 Secret, Profane and Sugarcane reprend des éléments de The Secret Songs
Le 22 avril 2008, un nouvel album d'Elvis Costello and the Imposters, Momofuku, sort sur Lost Highway Records, qui a également publié The Delivery Man. L'album est initialement publié uniquement en disque vinyle (accompagné d'un code pour télécharger une version numérique). Costello tournera en compagnie de The Police pour l'album au cours de la dernière partie de leur Reunion Tour.
Pour célébrer les 50 ans de la Fender Jazzmaster de 1958, qui fut le premier instrument possédant une touche en palissandre collée sur un manche en érable, le géant américain de la guitare électrique Fender Musical Instruments sort le 6 mai 2008 une copie exacte de la Jazzmaster modifiée que Costello utilisa en 1977 lors de l'enregistrement de son premier album, My Aim Is True. Cette guitare possède un corps solide en noyer, une plaque écaille 3 plis, 2 micros Jazzmaster American Vintage, chevalet vibrato « flottant » modifié avec système « Tremolo Lock Button » et un manche en érable au profil « C » de la fin des années 1960 avec une touche en palissandre, 21 frettes moyennes et des mécaniques Kluson traditionnelles.
En juillet 2008, Costello (sous son vrai nom, Declan MacManus) reçoit un doctorat honoraire en musique de la part de l'Université de Liverpool.
En novembre 2008, Costello interprète le chef de la police dans Welcome to the Voice, sur la scène du Théâtre du Châtelet à Paris, avec Sting, Joe Sumner de Fiction Plane (et fils de Sting), et Sylvia Schwartz.
De fin 2008 jusqu'en 2010, Costello a animé l'émission Spectacle pour Channel 4/CTV dans laquelle Costello discutait et jouait avec des stars venant d'horizons divers, dans le genre de Inside the Actors Studio. Sur deux saisons, le spectacle fait 20 épisodes en tout, dont un où Costello est interviewé par l'actrice Mary-Louise Parker.
Costello est invité sur l'album de 2008 de Fall Out Boy, Folie à deux, chantant sur le morceau What a Catch, Donnie, aux côtés d'autres artistes amis du groupe.
Costello a fait une apparition dans l'émission spéciale de Stephen Colbert, A Colbert Christmas: The Greatest Gift of All!. Dans l'émission, il est avalé par un ours avant d'être sauvé par le Père Noël ; il chante aussi en duo avec Colbert. L'émission a été diffusée le 23 novembre 2008. Costello a publié Secret, Profane and Sugarcane, une collaboration avec T-Bone Burnett, le 9 juin 2009. Burnett a déjà travaillé avec Costello sur King of America et Spike. C'est son premier album sur le label Starbucks Hear Music et un retour à la musique country dans la veine de Good Year for the Roses.
Costello joue son propre rôle dans le final de la troisième saison de 30 Rock et chante dans l'épisode, Chantons pour un rein. L'épisode fait allusion au nom réel de Costello quand Jack Donaghy l'accuse de dissimuler sa véritable identité : « Declan McManus, voleur d'art international. »
En mai 2009, Costello fait une apparition surprise sur scène au Beacon Theater à New York au côté de Spın̈al Tap pour leur spectacle Unwigged and Unplugged, chantant leur tube imaginaire de 1965, Gimme Some Money accompagné du groupe.

### Années 2010
Le 15 mai 2010, Costello annonce qu'il annule un concert en Israël pour s'opposer au traitement de la Palestine par Israël. Dans une déclaration sur son site Internet, Costello écrit : « It has been necessary to dial out the falsehoods of propaganda, the double game and hysterical language of politics, the vanity and self-righteousness of public communiqués from cranks in order to eventually sift through my own conflicted thoughts (Il s'est avéré nécessaire de dénoncer les contre-vérités de la propagande, le double jeu et le langage hystérique des politiques, la vanité et l’auto-justification exprimés dans les déclarations publiques d'excentriques pour faire savoir mes idées personnelles, bien qu'elles soient conflictuelles) . »
En 2010, Elvis Costello joue son propre rôle dans la série de David Simon, Treme. Costello publie l'album National Ransom à l'automne 2010.
En 2011, Elvis Costello joue son propre rôle encore une fois ; dans 1, rue Sésame pour chanter une chanson avec Elmo et Macaron le glouton, appelée Monster Went and Ate My Red 2, qui parodie (The Angels Wanna Wear My) Red Shoes. La même année, Costello chante Taken for a Fool au Madison Square Garden aux côtés de The Strokes.

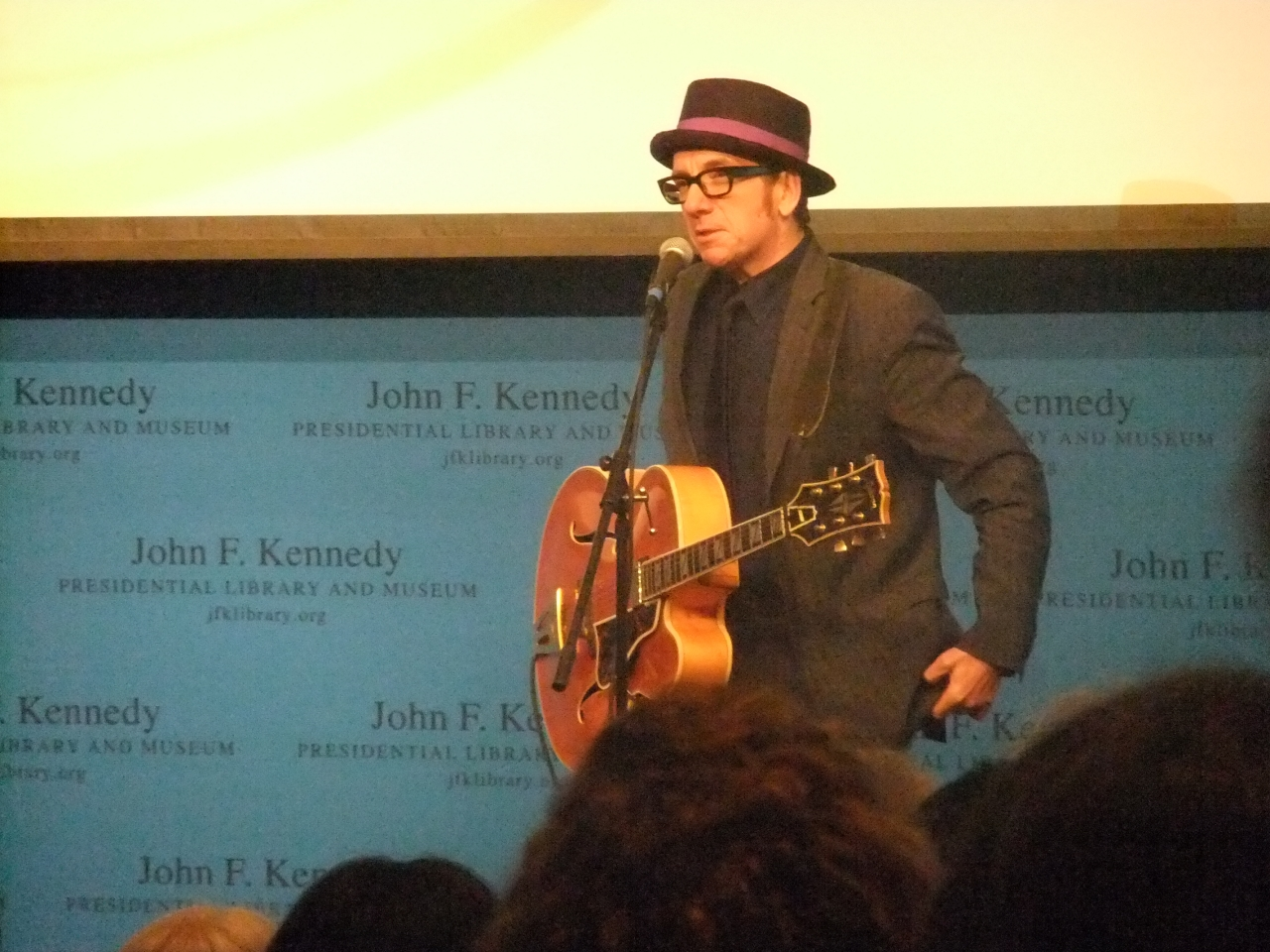
Costello jouant en hommage aux légendes de la musique Chuck Berry et Leonard Cohen, récipiendaires de la première édition annuelle des PEN Awards accordée aux auteurs-compositeurs, à la JFK Presidential Library de Boston, Massachusetts le 26 février 2012.

Le 26 février 2012, Costello a rendu hommage à Chuck Berry et Leonard Cohen, récipiendaires de la première édition annuelle des PEN Awards accordée aux auteurs-compositeurs, à la JFK Presidential Library de Boston, Massachusetts. Le 06 juillet 2018, il annonce être atteint d'un cancer et annule sa tournée.
En octobre 2018, Elvis Costello, accompagné du groupe The Imposters, publie un nouvel album intitulé Look Now, «l'un des meilleurs de toute sa carrière, le plus revigorant depuis des années» d'après Liberation 
. «Elvis Costello est au sommet de son art sur "Look Now", un disque-quintessence exceptionnel» d'après le magazine Rolling Stone
.

### Années 2020
En novembre 2020, Elvis Costello, accompagné du groupe The Imposters, publie Hey Clockface, «un emballant chapelet de ballades sentimentales jazzy et d’uppercuts rock remontés» d'après le quotidien Liberation
.
En janvier 2022, Elvis Costello, accompagné du groupe The Imposters, sort son 32e album studio The Boy Named If, «Elvis procure ici l’agréable et inédite sensation de tenir un genre de best-of, pourtant constitué de chansons entièrement neuves.» d'après le quotidien Liberation .

## Controverse
La réputation de Costello aux États-Unis vers la fin des années 1970 est temporairement brouillée, à l'occasion d'une dispute avec Stephen Stills et Bonnie Bramlett à l'Holiday Inn de Columbus, Ohio, alors qu'ils étaient saouls. Costello aurait traité James Brown de "jive-ass nigger", et Ray Charles de "blind, ignorant nigger", des insultes racistes donc.
Elvis Costello, piteux, s'excusera au cours d'une conférence de presse à New York quelques jours plus tard, déclarant qu'il avait bu et qu'il avait essayé de conclure rapidement la conversation en étant outrancier, sans se douter que Bramlett rapporterait ses paroles à la presse. Il déclarera ainsi qu'il « devenait pour lui nécessaire de scandaliser ces gens avec toutes les remarques les plus outrancières et les plus agressives qu'il pouvait débiter ». Dans ses notes pour la version étendue de Get Happy!!, Costello déclare qu'il avait refusé de rencontrer Ray Charles, car il se sentait honteux et coupable, tandis que Charles lui-même avait déjà pardonné à Costello (« le discours d'un homme saoul n'a pas à être imprimé sur le papier »). Dans une interview pour Rolling Stone accordée à Greil Marcus, Costello raconte un incident ayant eu lieu lorsque Bruce Thomas fut présenté à Michael Jackson en tant que bassiste de Costello, Jackson déclara « Je le sens pas ce gars... ».
On peut noter que Costello a beaucoup travaillé aussi bien avant qu'après cette affaire en Grande-Bretagne pour la campagne Rock Against Racism. Il a également produit un album des Specials dont les membres, d'origines ethniques disparates, étaient un exemple d'intégration. Cet incident a notamment inspiré la chanson « Riot Act » sur l'album Get Happy!!.

## Vie personnelle
Costello est végétalien.
Il s'est marié trois fois :
- En 1974, MacManus se marie avec Mary Burgoyne. Ils auront un fils, Matthew, avant de divorcer en 1984[42].
- En 1986, il épouse Cait O'Riordan, la bassiste des Pogues. Le couple se sépare fin 2002.
- Costello se fiance à Diana Krall en mai 2003. Le 6 décembre 2003, ils se marient à la résidence londonienne d'Elton John[43]. Des jumeaux, Dexter Henry Lorcan et Frank Harlan James, sont nés de cette union, le 6 décembre 2006, à New York[44].

## Engagements
En mai 2010, Elvis Costello décide d'annuler deux concerts en Israël afin de protester contre la colonisation de la Palestine : « Je ne peux que croire que le public des concerts prévus aurait compté beaucoup de gens qui questionnent les politiques de leur gouvernement sur la colonisation et déplorent les conditions qui vont jusqu’à l’intimidation, l’humiliation, ou bien pire, à l’encontre des civils palestiniens au nom de la sécurité nationale ».
Costello est membre du conseil consultatif auprès du conseil d'administration de la Jazz Foundation of America,. Costello a commencé à collaborer avec la Jazz Foundation en 2001, et chante lors de leur concert de charité annuel A Great Night in Harlem depuis 2006. Costello travaille avec la Jazz Foundation of America pour aider des musiciens âgés de jazz et de blues, notamment les survivants de l'ouragan Katrina.

## Collaborations
En plus de ses principales collaborations avec des auteurs tels que Bacharach, le Brodsky Quartet, ou Von Otter, Costello s'est souvent impliqué dans d'autres travaux communs.
En 1987, Costello entame une longue collaboration avec Paul McCartney. Ils ont écrit un certain nombre de chansons ensemble, parmi lesquelles :
- Back On My Feet, la face B du single de McCartney Once Upon A Long Ago en 1987, plus tard ajouté en tant que piste bonus sur la réédition de 1993 de son album Flowers in the Dirt .
- My Brave Face, Don't Be Careless Love, That Day Is Done et You Want Her Too, également pour Flowers in the Dirt. (1989)
- Veronica et Pads, Paws and Claws de Costello pour l'album Spike. (1989)
- So Like Candy et Playboy to a Man pour Mighty Like a Rose. (1991)
- The Lovers That Never Were et Mistress and Maid pour Off the Ground. (1993)
- Twenty-Five Fingers et Tommy's Coming Home. (non publiées)
- What A Catch, Donnie pour Fall Out Boy. (2008)

Costello a dit au sujet de McCartney :
«Lorsque nous nous sommes assis ensemble [pour écrire les chansons], il ne s'est pas relâché un seul instant en écrivant [les chansons]. C'était intéressant. Ce qui était ironique, c'était de constater que ce qu'il écrivait, j'aurais pu l'écrire et vice-versa. Il voulait faire toutes les chansons à texte compliquées avec une mélodie simple, alors que j'étais celui qui essayait de mettre plein d'harmonies dans le style de Please Please Me. »
En 1987, Costello participe à l'émission spéciale sur HBO, Roy Orbison and Friends, A Black and White Night, aux côtés de son idole de toujours, Roy Orbison, et est également invité à l'émission Saturday Night Live pour la première fois depuis 1977.
En 2023, il collabore avec le groupe slovène Joker Out pour la sortie de New wave, la version anglaise de leur titre Novi val .

## Discographie
Pour une liste complète des albums, compilations et singles d'Elvis Costello, voir Discographie d'Elvis Costello.

### Rééditions de Rykodisc et Demon
De 1993 à 1995, Rykodisc Records (États-Unis) et Demon Records (Royaume-Uni) ont réédité tout le travail de Costello pré-Warner Bros. avec des pistes bonus pour tous les albums ainsi qu'une compilation Greatest Hits et le Live at the El Mocambo. De plus, Rykodisc fut le distributeur américain exclusif de l'album The Juliet Letters. Ce contrat a pris fin en 2000.

### Rééditions de Rhino
À partir de 2001, Rhino Records entame un programme de dix-huit rééditions en disques doubles du travail de Costello jusqu'à sa signature pour Polygram/Universal. À part la compilation, chaque album fut remasterisé et réédité avec un disque bonus contenant des faces B, des pistes non publiées, des versions en public, alternatives ou des demos de ses chansons.
Le projet est conduit avec la participation d'Elvis Costello lui-même, qui écrit de nouvelles notes pour les manuels de chaque disque parlant de ses impressions sur le disque, ainsi que d'anecdotes et de souvenirs de l'époque. Ils sont à chaque fois édité par groupe de trois, à l'exception de King of America, The Juliet Letters et The Very Best of Elvis Costello, qui sont réédités tel quels. Les dates de réédition sont les suivantes :
1. 17 avril 2001 : The Very Best of Elvis Costello
2. 11 août 2001 : My Aim Is True, Spike, All This Useless Beauty
3. 19 février 2002 : This Year's Model, Blood and Chocolate, Brutal Youth
4. 19 novembre 2002 : Armed Forces, Imperial Bedroom, Mighty Like a Rose
5. 9 septembre 2003 : Get Happy!!, Trust, Punch the Clock
6. 3 août 2004 : Almost Blue, Goodbye Cruel World, Kojak Variety
7. 26 avril 2005 : King of America
8. 21 mars 2006 : The Juliet Letters

Les rééditions de Almost Blue et Kojak Variety sont particulièrement notables du fait que chaque cd bonus contient suffisamment de pistes pour faire de nouveaux albums, des pistes déjà jouées en public mais soit non publiées, soit en tant que face B des singles originaux. Le disque bonus de Kojak Variety contient également 10 reprises de George Jones que Costello avait enregistrées à l'origine pour inciter le célèbre chanteur de country à chanter sur un de ses disques. Le disque bonus de Get Happy!! est également notable du fait qu'il cpmprend 30 nouvelles pistes, amenant le total de pistes pour les deux CD à 50.
Le premier single de Costello pour Stiff Records peut être trouvé sur le site Ultimate Stiff Records Discography: http://www.buythehour.se/stiff/

### Rééditions d'Universal
En août 2006, 3 mois après la fin des rééditions de Rhino (de My Aim Is True à The Juliet Letters), Universal annonce son rachat de tous les premiers travaux de Costello. Cette acquisition comprend tous les albums de My Aim Is True à King of America, excluant les albums de Warner Bros. (de Spike à All This Useless Beauty). Ces albums avaient donc déjà tous été réédités par Rhino, une filiale de Warner. Le communiqué de presse déclare :« étant à la tête du marché online avec un département dédié au commerce sur les plates-formes informatiques et des téléphones mobiles, Universal Music Enterprises espère adapter le travail de Costello pour des sonneries mobiles, des coffrets numériques, et plus encore ». UME annonce également que son travail allait être réédité sous le label Hip-O Records. Une déclaration de Costello est incluse dans le communiqué : « Cela fait plaisir de faire son travail grâce à une compagnie qui a non seulement toujours eu beaucoup de succès avec ses rééditions, mais qui a également toujours réussi ces dernières en insistant sur la qualité du résultat ». Cette série de rééditions sera donc la quatrième en CD de son travail pour Stiff, Radar et Demon (publié par Columbia Records aux États-Unis).

### Albums hommages à Elvis Costello
1. Bespoke Songs, Lost Dogs, Detours and Rendezvous, divers artistes, 1998
2. Almost You: The Songs of Elvis Costello, divers artistes, 2002
3. The Elvis Costello Songbook, Bonnie Brett, 2003
4. A Tribute to Elvis Costello, Patrik Tanner, 2004
5. Davis Does Elvis, Stuart Davis, 2004

## Filmographie

### Acteur

#### Cinéma
- 1979 : Americathon de Neal Israel : Earl Manchester
- 1981 : Fundamental Frolics de Nico Ramsden et Mel Smith : lui-même
- 1985 : No Surrender (en) de Peter Smith : Rosco de Ville
- 1987 : Straight to Hell d'Alex Cox : Hives le maître d'hôtel
- 1997 : Spice World, le film de Bob Spiers : lui-même
- 1999 : 200 Cigarettes de Risa Bramon Garcia : lui-même
- 1999 : Austin Powers - L'espion qui m'a tirée de Jay Roach : lui-même
- 2000 : Sans plomb de Muriel Teodori : lui-même
- 2001 : Prison Song de Darnell Martin : l'avocat / le professeur
- 2003 : I Love Your Work : lui-même
- 2004 : De-Lovely d'Irwin Winkler : le chanteur (Let's Misbehave)
- 2006 : Delirious de Tom DiCillo : lui-même
- 2006 : Ricky Bobby : Roi du circuit d'Adam McKay : lui-même
- 2010 : Straight to Hell Returns d'Alex Cox : Hives
- 2015 : Elvis Costello: Detour Live at Liverpool Philharmonic Hall de Joss Crowley : lui-même

#### Courts-métrages
- 1993 : A for ABBA
- 2005 : NotNa
- 2006 : Cipriani's Wall Street Concert Promo
- 2006 : Putting the River in Reverse
- 2009 : Jenny Lewis: Carpetbaggers
- 2010 : The Legend Hank Cochran
- 2016 : Royal Court: Our Stories

#### Télévision
Séries télévisées
- 1976 : Radio with Pictures : Lui-même (1980)
- 1977-1991 : Saturday Night Live : Lui-même - Musical Invité
- 1977-1994 : Top of the Pops : Lui-même
- 1979 : The Kenny Everett Video Show : Lui-même
- 1980 : Get It Together : Lui-même - Invité
- 1981 : The South Bank Show : Lui-même
- 1981 : Tomorrow Coast to Coast : Lui-même
- 1984 : Pop Quiz : Lui-même
- 1984 : Scully : Henry Scully
- 1984 : The Comic Strip Presents... : Stone Deaf A & R Man
- 1984 : The Tonight Show Starring Johnny Carson : Lui-même - Musical Invité
- 1986 : The Old Grey Whistle Test : Lui-même
- 1989 : Kippevel : Lui-même
- 1989 : Late Night with David Letterman : Lui-même
- 1989 : Lunettes noires pour nuits blanches : Lui-même
- 1991 : Friday at the Dome : Lui-même - Performer
- 1991 : Rage : Lui-même
- 1993-2013 : The Tonight Show with Jay Leno : Lui-même / Lui-même - Musical Invité
- 1994 : Arena : Lui-même - Interviewee
- 1994 : Fax'O : Lui-même
- 1994 : The Danny Baker Show : Lui-même
- 1994 : Unplugged : Lui-même
- 1994-1996 : The Larry Sanders Show : Elvis Costello
- 1994-2006 : Later with Jools Holland : Lui-même
- 1994-2007 : Great Performances : Lui-même
- 1994-2015 : Late Show with David Letterman : Lui-même / Lui-même - Musical Invité / Lui-même - Invité / ...
- 1995 : The History of Rock 'n' Roll : Lui-même
- 1996 : Have I Got News for You : Lui-même
- 1996 : Lo + plus : Lui-même
- 1996 : Taratata : Hmself
- 1996 : Tonight with Richard Madeley and Judy Finnigan : Lui-même
- 1996 : VH1 Storytellers : Lui-même
- 1997 : Clive Anderson All Talk : Lui-même
- 1997 : Sessions at West 54th : Lui-même
- 1998 : Nulle part ailleurs. 1ère partie : Lui-même
- 1998 : Skattefri lørdag : Lui-même
- 1998-2008 : Late Night with Conan O'Brien : Lui-même / Lui-même - Musical Invité
- 1999 : TFI Friday : Lui-même
- 2001 : 3e planète après le soleil : Lui-même
- 2001 : Walk on By: The Story of Popular Song : Lui-même
- 2001-2006 : Charlie Rose : Lui-même - Invité
- 2002 : Friday Night with Jonathan Ross : Lui-même
- 2002 : Les Simpson : Lui-même
- 2002 : The Daily Show : Lui-même
- 2002-2003 : Barend en Van Dorp : Lui-même - Musician
- 2002-2003 : Die Harald Schmidt Show : Lui-même
- 2003 : Frasier : Ben
- 2003 : Richard & Judy : Lui-même
- 2003 : The Blues : Lui-même
- 2003 : The Frank Skinner Show : Lui-même
- 2003-2006 : Imagine : Lui-même
- 2004 : Austin City Limits : Lui-même
- 2004 : Dead Ringers : Lui-même
- 2004 : Jeremy Vine Meets... : Lui-même
- 2004 : Live with Kelly and Ryan : Lui-même
- 2004 : Mon oncle Charlie : Elvis Costello
- 2004-2014 : Jimmy Kimmel Live! : Lui-même
- 2005 : Først & sist : Lui-même
- 2005 : Johnny Vegas: 18 Stone of Idiot : Lui-même
- 2005 : Late Show with David Letterman : 'Late Show Bear' Caretaker
- 2005 : The Kumars at No. 42 : Lui-même
- 2006 : Decades Rock Live : Lui-même
- 2006 : Real Time with Bill Maher : Lui-même
- 2006 : Tavis Smiley : Lui-même
- 2006 : iPOP : Lui-même - Invité
- 2007 : Independent Lens : Lui-même
- 2008 : Criss Angel Mindfreak : Lui-même
- 2008 : Legends : Lui-même
- 2008-2010 : Spectacle: Elvis Costello with... : Lui-même / Lui-même - Présentateur
- 2009 : 30 Rock : Elvis Costello
- 2009 : The Goode Family : Professor Mead
- 2009 : The One Show : Lui-même
- 2009 : The Tonight Show with Conan O'Brien : Lui-même - Musical Invité
- 2009-2012 : Late Night with Jimmy Fallon : Lui-même / Lui-même - Musical Invité
- 2009-2012 : The Colbert Report : Lui-même - Invité / Lui-même
- 2010 : Breakfast : Lui-même - Singer & Musician
- 2010 : The Jay Leno Show : Lui-même - Best Contemporary Folk Nominee
- 2010 : Treme : Lui-même
- 2011-2014 : 1, rue Sésame : Lui-même
- 2011-2014 : Live from the Artists Den : Lui-même
- 2011-2015 : Bridge School News : Lui-même
- 2012 : Hamburg Journal : Lui-même
- 2013 : Late Night with Jimmy Fallon
- 2014 : Ellen: The Ellen DeGeneres Show : Lui-même
- 2014 : I kveld med YLVIS : Lui-même
- 2014 : Skavlan : Lui-même - Musical Invité
- 2014 : The Tonight Show Starring Jimmy Fallon : Lui-même - Musical Invité: The New Basement Tapes
- 2015 : CBS News Sunday Morning : Lui-même - Singer / Songwriter
- 2015 : Conan : Lui-même - Invité
- 2015 : Park Bench with Steve Buscemi : Lui-même
- 2015 : Strictly Come Dancing : Lui-même - VT
- 2015 : The Late Show with Stephen Colbert : Lui-même
- 2017 : Pete the Cat

Téléfilms
- 1983 : Rock for Kampughea : Lui-même
- 1988 : Roy Orbison and Friends: A Black and White Night : Lui-même
- 1989 : Put It There : Lui-même
- 1993 : The Juliet Letters
- 1995 : No Turn Left Unstoned : Lui-même
- 1998 : Brian Wilson's Imagination : Lui-même
- 1998 : Endless Harmony: The Beach Boys Story : Lui-même
- 1998 : Festival Europeo de la Solidaridad 1998 : Lui-même
- 1998 : Fuji Rock Festival '98 : Lui-même
- 1999 : In Dreams: The Roy Orbison Story : Lui-même
- 2002 : There's Only One Paul McCartney : Lui-même
- 2003 : Fuji Rock Festival '03 : Lui-même
- 2003 : The 2003 IFP Independent Spirit Awards : Lui-même
- 2004 : Beautiful Dreamer: Brian Wilson and the Story of 'Smile' : Lui-même
- 2004 : Emmylou Harris: From a Deeper Well : Lui-même
- 2004 : Ray Davies: The World from My Window : Lui-même
- 2005 : All We Are Saying : Lui-même
- 2005 : Tammy Wynette: 'Til I Can Make It on My Own : Lui-même
- 2007 : If It Ain't Stiff : Lui-même - Interviewee
- 2007 : My Night at the Grammys : Lui-même
- 2008 : A Colbert Christmas: The Greatest Gift of All! : Lui-même
- 2010 : A Prairie Home Companion Live in HD! : Lui-même - Singer
- 2012 : Squeeze Take Me I'm Yours : Lui-même
- 2013 : Costello, l'autre Elvis : Lui-même
- 2013 : Global Citizen Festival : Lui-même
- 2014 : Elvis Costello: Mystery Dance : Lui-même
- 2014 : Jim Lauderdale: The King of Broken Hearts : Lui-même

### Producteur

#### Télévision
Séries télévisées
- 2008-2010 : Spectacle: Elvis Costello with...

### Compositeur

#### Cinéma
- 1991 : G.B.H.
- 1995 : Jake's Progress
- 2003 : Fausses Apparences

#### Courts-métrages
- 2016 : Jack Mulligan

## Publication
- Elvis Costello, A Singing Dictionary. London: Plangent Visions Music; New York, N.Y.: Exclusive selling agent for the United States and Canada, Warner Bros. Publications, 1980.  (ISBN 0-7692-1505-X). Sheet music, chords, and lyrics for works 1977–1980.